# Purwamekar (Purwakarta)
Purwamekar is een bestuurslaag in het regentschap Purwakarta van de provincie West-Java, Indonesië. Purwamekar telt 9386 inwoners (volkstelling 2010).